# Gladys Egbert
Gladys Egbert née McKelvie (Rapid City/Manitoba, 31 décembre 1896 – Calgary, 7 mars 1968) est une pianiste et pédagogue canadienne.

## Biographie
Egbert avec sa famille s'installe à Calgary lorsqu'elle a sept ans. Elle prend des leçons de piano avec Ada Dowling Costigan. En 1909, elle obtient une bourse de la Royal Academy of Music de Londres ; elle en est la plus jeune étudiante et première canadienne dotée. De 1911 à 1914, elle a étudié à New York, avec Ignacy Paderewski, Sigismond Stojowski, Ernest Hutcheson et Richard Epstein. Hurcheson et elle, sont restés en relations jusqu'à sa Mort (1951).
En 1914, elle retourne à Calgary où elle fonde un studio, et enseigne pendant cinquante ans. Parmi ses élèves, il faut citer, entre autres, Carlina Carr, Constance Channon, Jane Coop, Marilyn Engle, Jean Gilbert, Marek Jablonski, Minuetta Kessler (en), Leonard Leacock, Diana McIntosh (en), Alexandra Munn, Linda Lee Thomas et Irène Blanc Peery.
Dans les années 1930, elle participe à la création du Western Board of Music et dans les années 1940, elle fonde, avec Mollie Pierce Hamilton et Phyllis Ford, l'Associated Studios of Music. En 1965, elle reçoit un doctorat honoris causa de l'Université de l'Alberta ; en 1967, le Centennial Award de la Canadian Federation of Music Teachers' Association (CFMTA). En 1968 elle est à l'honneur de la Rose Bowl, de l'excellence des Musiciens lui est décerné lors du Calgary Kiwanis Music Festival. En 1976, est nommé en son honneur la Dr Gladys McKelvie Egbert Junior High School de Calgary.

## Sources
- Gladys Egbert sur L'Encyclopédie canadienne
- Garland Encyclopedia of World Music, volume 3 : The United States and Canada, p. 1229